# فيرينك ميكلوس
فيرينك ميكلوس هو لاعب هوكي الحقل مجري، ولد في 7 أغسطس 1909، وتوفي في 2002.

## وصلات خارجية
- فيرينك ميكلوس على موقع أوليمبيديا (الإنجليزية)